# جريدة المساء التونسية
جريدة المساء التونسية، صحيفة تونسية سابقة توقفت عن الصدور بعد 3 سنوات من إنشاءها. صدر العدد الأول منها يوم الأربعاء 8 يونيو 2011، بعد اندلاع ثورة الربيع العربي، بخمسة أشهر تقريبا بتونس، وكانت تصدر بصفة أسبوعية. مختصة بالشأن السياسي، والاقتصادي، والاجتماعي، والثقافي، والرياضي. يديرها الصحفي "نذير عزوز".

## روابط خارجية
- الموقع الرسمي (https://lesoir.tn).